# 桜台 (浜松市)
桜台（さくらだい）は静岡県浜松市中央区の町名。現行行政地名は桜台一丁目～桜台六丁目。住居表示実施済。

## 地理
浜松市中央区の北部に位置する。東・西で大山町、南で和地町・湖東町・西丘町、北で花川町と接する。一丁目及び五丁目は工業団地となっている。その他は住宅地が広がる。1996（平成8）年～2002（平成14）年にかけて新しい産業拠点づくりを目的として和地土地区画整理事業が進められて、新設された町である。

### 河川
- 花川
- 和地大谷川

### 学区
小学校・中学校の学区は以下の通りである。
- 浜松市立和地小学校
- 浜松市立湖東中学校

## 歴史

### 沿革
- 2000年（平成12年）11月1日 - 住居表示の実施に伴い、大山町・湖東町・西丘町の各一部を合わせて桜台一丁目が、大山町及び湖東町の各一部を合わせて桜台二丁目が、大山町・湖東町・和地町の各一部を合わせて桜台三丁目を新設。また、大山町の各一部より分立して桜台四丁目～桜台六丁目を新設。
- 2007年（平成19年）4月1日 - 浜松市が政令指定都市となる。桜台は西区の一部となる。
- 2024年（令和6年）1月1日 - 浜松市の行政区再編により、桜台は中央区の一部となる。

## 施設
- 浜松西テクノ工業団地
- 桜台ショッピングセンター
- 荒巻川ほたる公園
- 篠ヶ谷北公園
- 篠ヶ谷南公園
- 大平山公園
- 遠州クリエイト 本社・本社工場
- 平岡ボデー 本社
- ミヤキ 本社
- 名機ゴム浜松工場
- ティージーオプシード 本社（豊田合成グループ）
- リサイクルクリーン桜台工場
- セブン-イレブン浜松桜台4丁目店

## 交通

### バス
- 遠鉄バス
  - 41高台線（ファイブガーデンズ経由）：（浜松駅 方面 - ）サニーサイドガーデン東 - サニーサイドガーデン西 - ほたる公園北 - 篠ヶ谷北公園 - 桜台ショッピングセンター（ - 花川運動公園 方面）
  - 30舘山寺線（平日朝1便のみ）：サニーサイドガーデン東 → サニーサイドガーデン西 → ほたる公園北（ → 浜松駅 方面）

### 道路
- 静岡県道319号村櫛三方原線

## その他

### 警察
警察の管轄区域は以下の通りである。
| 番・番地等 | 警察署       | 交番・駐在所 |
| ---------- | ------------ | ------------ |
| 全域       | 浜松西警察署 | 湖東交番     |

### 消防
消防の管轄区域は以下の通りである。
| 番・番地等 | 消防署 | 本署/出張所 |
| ---------- | ------ | ----------- |
| 全域       | 消防署 | 湖東出張所  |

### WEB
1. ↑  “h02_22.csv”.   総務省 (2022年2月10日). 2024年7月23日閲覧。
2. ↑  “chuouku_menseki.xlsx”.   浜松市 (2024年3月12日). 2024年7月23日閲覧。
3. ↑  “zissizennzi.pdf”.   浜松市 (2024年1月4日). 2024年7月23日閲覧。
4. ↑  “静岡県 浜松市中央区 桜台の郵便番号 - 日本郵便”.   日本郵便. 2025年2月15日閲覧。
5. ↑  “市外局番の一覧”.   総務省 (2022年3月1日). 2024年7月23日閲覧。
6. ↑  “事業所案内及び管轄地域（事務所3件、分室3件）”.   一般社団法人静岡県自動車会議所. 2024年7月23日閲覧。
7. ↑  “zissiitiran1.pdf”.   浜松市 (2024年1月4日). 2024年7月23日閲覧。
8. ↑  “学校名から探す／浜松市”.   浜松市 (2024年1月1日). 2024年7月23日閲覧。
9. ↑  “湖東交番｜静岡県警察”.   静岡県警察 (2024年1月1日). 2024年7月23日閲覧。
10. ↑  “消防署の町別管轄「さ」／浜松市”.   浜松市 (2020年3月25日). 2024年7月23日閲覧。